# Centroselachus crepidater
Genre
Espèce
Synonymes
- Centroscymnus crepidater
(Barbosa du Bocage & Brito Capello, 1864)

Statut de conservation UICN

 LC  : Préoccupation mineure
Centroselachus crepidater est une espèce de requins de la famille des Somnosidae. C'est la seule espèce du genre Centroselachus.
Ce genre n'est pas reconnu par ITIS qui place l'espèce dans Centroscymnus

## Distribution

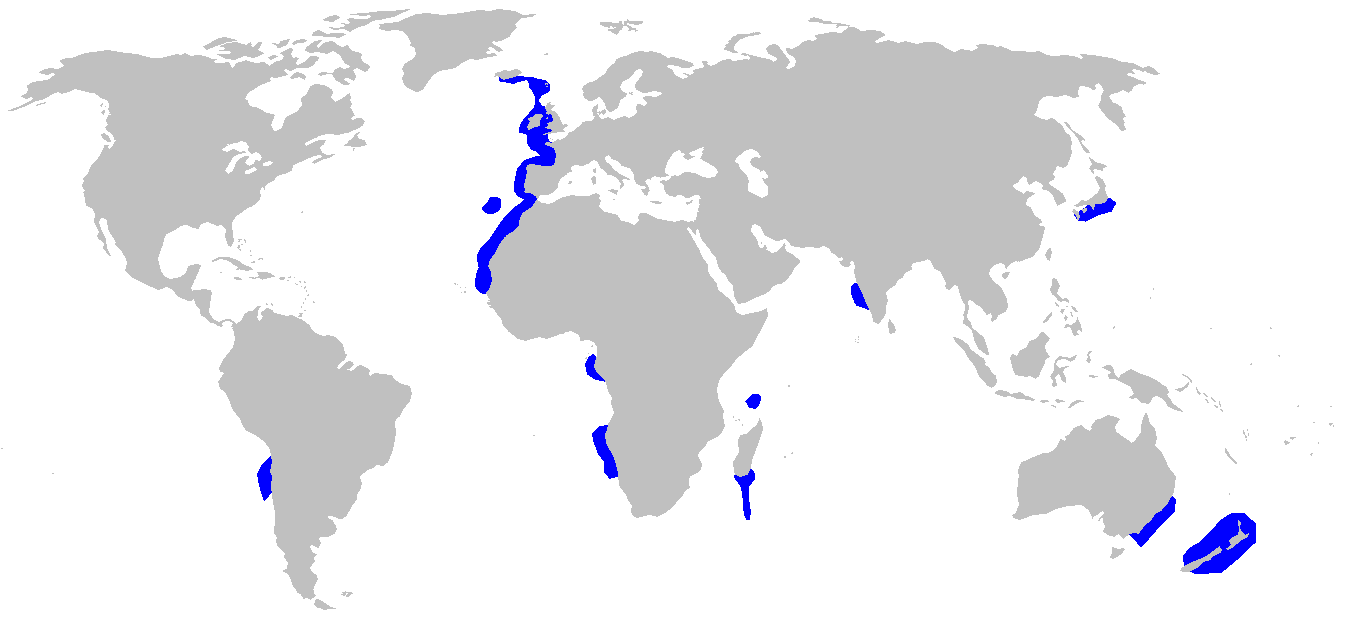
Zone de répartition de l'espèce